# آلتو دل کارمن
التو دل کارمن (به اسپانیایی: Alto del Carmen) یک سکونتگاه مسکونی در شیلی است که در Huasco Province واقع شده‌است.

## خصوصیات
التو دل کارمن ۵٬۹۳۸٫۷ کیلومترمربع مساحت و ۴٬۸۴۰ نفر جمعیت دارد.